# Autoserica dahomeyensis
Autoserica dahomeyensis är en skalbaggsart som beskrevs av Moser 1916. Autoserica dahomeyensis ingår i släktet Autoserica och familjen Melolonthidae. Inga underarter finns listade.